# Шишкін Сергій Миколайович
Сергій Миколайович Шишкін (2 березня 1902, місто Можайськ Московської губернії, тепер Московської області, Російська Федерація — 16 липня 1981, місто Москва, тепер Російська Федерація) — радянський діяч, фахівець у галузі міцності авіаційних конструкцій, начальник Центрального аерогідродинамічного інституту імені Жуковського, заступник міністра авіаційної промисловості СРСР, генерал-майор інженерно-авіаційної служби (1943). Доктор технічних наук (1940), професор. Депутат Верховної Ради СРСР 3-го скликання.

## Життєпис
Був членом комсомолу, навчався в радянсько-партійній школі. За комсомольською путівкою поступив до Московського вищого технічного училища.
У 1920—1926 роках — студент Московського вищого технічного училища імені Баумана за спеціальністю літакобудування. 
З 1925 року працював на 1-му авіаційному заводі в Москві, був конструктор у дослідному відділі Миколи Миколайовича Полікарпова, займався розрахунками міцності літаків.
Член ВКП(б) з 1931 року.
З 1931 року працював у Центральному аерогідродинамічному інституті імені Жуковського, очолював відділ міцності.
Одночасно викладав у Військово-повітряній інженерній академії імені Жуковського (1932—1934) та в Иосковському авіаційному інституті (1930—1935).
У травні 1941 — 1950 року — начальник Центрального аерогідродинамічного інституту імені Жуковського.
У 1946—1950 роках — заступник міністра авіаційної промисловості СРСР.
У 1950 році перейшов на роботу до Льотно-дослідного інституту, де працював начальником лабораторії № 7 (згодом лабораторії № 23) і керував проведеними в лабораторії льотно-міцнісними випробуваннями літаків.
Потім — персональний пенсіонер у Москві.
Помер 16 липня 1981 року в Москві. Похований на Ваганьковському цвинтарі Москви.

## Основні праці
- Шишкін С.М. Норми міцності літаків / автор передмови Г. Озеров. Москва: МАІ, 1935. 40 с.
- Шишкін С.М. Про міцність крил птахів // Праці ЦАГІ: журнал ЦАГІ, 1936. № 258. С.1-20
- Шишкін С.М. Розрахунок літаків на міцність: розш. конспект лекцій С. М. Шишкіна / Упоряд. М. Л. Аврашков та Л. М. Согалов під ред. С. М. Шишкіна. 2-ге вид., випр. і доп. Москва: МАІ, 1936. 258 с.

## Звання
- генерал-майор інженерно-авіаційної служби (1943)

## Нагороди
- три ордени Леніна
- орден Вітчизняної війни І ст.
- два ордени Трудового Червоного Прапора
- Сталінська премія ІІ ст. (1942)
- Заслужений діяч науки та техніки РРФСР (1943)
- медалі
- грамота ЦВК СРСР